# ابن شيرزاد
أبو جعفر مُحمَّد بن يحيى بن زكريَّا بن شيرزاد (توفي بعد 946)، المعروف بابن شيرزاد. كان مسؤولاً في الخلافة العباسية، خدم العديد من أمراء الحرب أثناء تفكك الخلافة وضعفها في العقد 940، وصعد هو نفسه لفترة وجيزة إلى المنصب الأعلى أمير الأمراء في عام 945.

### الخدمة مع توزون وتعيينه أمير الأمراء
في واسط، وتحديدًا في يونيو 943، انضم ابن شيرزاد إلى أمير الحرب توزون التُّركي، الذي شغل بعد ذلك منصب أمير الأمراء، وأصبح الكاتب. أثار هذا التعيين الشكوك في بغداد: فقد صوره والي بغداد محمد الترجمان والوزير أبُو علي بن مقلة على أنه جزء من مؤامرة مع آل البريدي موجهة ضد الخليفة المتقي لله. لم يفعل سلوك ابن شيرزاد سوى القليل لتبديد هذه المخاوف، فقد أُرسل أمام جيش توزون للسيطرة على بغداد باسمه، والحُكم دون أي اهتمام بالخليفة. دفع هذا المتقي إلى طلب المساعدة من أمير الموصل ناصر الدولة الحمداني، والذي وصلت قواته بقيادة ابن عمه إلى بغداد ورافقت الخليفة شمالًا، بينما اختبأ ابن شيرزاد مرة أخرى. بعد رحيل القوات الحمدانية، عاد للظهور من جديد وبدأ نظامًا صوره مؤرخو العصور الوسطى على أنه نظام استبدادي وفساد ومجاعة وسوء إدارة مالية، بحيث أصبح الدينار الذهبي يساوي قيمة الدرهم الفضي. في هذه الأثناء ذهب المتقي إلى الرقة طالبًا الحماية أولاً من الحمدانيين في الموصل ثم حاكم مصر محمد بن طغج الإخشيدي. وقد التمس الإخشيدي من الخليفة أن يتبعه إلى مصر، لكن الأخير رفض متأثراً بالقسم الذي أقسمه توزون وابن شيرزاد بأنه لن يضره. وفي الحدث عندما تم سل عيني الخليفة المتقي وحل محله المستكفي.
بقي ابن شيرزاد على منصبه حتى وفاة توزون في أغسطس 945، عندما عُين في منصب أمير الأمراء.  ولم يقبل ابن شيرزاد المنصب إلا على مضض. بصفته مسؤولًا إدريًا، كان يفتقر إلى سلطة توزون مع كل من القوات التركية والخليفة. حاول في البداية إعادة تعيين ناصر الدولة الحمداني، الذي كان يشغل هذا المنصب سابقًا، لكنه فشل لأن القوات أصرت على أن يصبح ابن شيرزاد أميرًا للأمراء. إضافة إلى أن سياساته المالية لم تكن ناجحة، حين كان يجبر مزارعي الضرائب على شطب الديون، أشرف على ارتفاع الأسعار وانخفاض قيمة الأموال. تدهور وضعه بسرعة، فقد أطاح السامانيون بالوالي الذي عينه على الجبال، وانشق والي تكريت إلى ناصر الدولة، وأخيراً انشق والي واسط إلى أمير الحرب البويهي المتقدم، معز الدولة. ونتيجة لذلك سقطت بغداد دون معارضة تذكر، فقد هجر الأتراك المدينة واتجهوا شمالًا للانضمام إلى ناصر الدولة، بينما اختبأ ابن شيرزاد والخليفة. بعد خروجه من مخبئه، عين المستكفي معزُّ الدَّولة البُويهي أميرًا للأمراء في 21 ديسمبر 945.

### تحت حكم البويهيين والحمدانيين
دخل ابن شيرزاد على الفور في الخدمة البويهية ككاتب لأمير الأمراء مُعز الدَّولة الجديد، وقد تمت ترقيته بحكم الأمر الواقع إلى منصب مماثل للوزير.بعد خلع المستكفي، وتولي الخليفة فضل المطيع لله، يبدو أن ابن شيرزاد عمل جنبًا إلى جنب ككاتبًا للخليفة أيضًا.
بقي في منصبه حتى 16 مارس 946، عندما انشق وانضم إلى منافس البويهي، أمير الحرب الحمداني ناصر الدولة. أثناء الاحتلال الحمداني اللاحق لبغداد، تم تعيينه واليًا على المدينة، لكنه وقع تحت الاشتباه في التآمر مع القوات التركية وأمر ناصر الدولة الدولة بسل عينيه بعد فترة وجيزة.